# Val-d’Arguenon
Val-d’Arguenon (bretonisch: Traoñ-Argenon) ist eine französische Gemeinde mit 2.814 Einwohnern (Stand: 1. Januar 2022) im Département Côtes-d’Armor in der Region Bretagne. Sie gehört zum Arrondissement Dinan und ist Mitglied im Gemeindeverband Dinan Agglomération.
Sie entstand mit Wirkung vom 1. Januar 2025 als Commune nouvelle durch Zusammenlegung der bis dahin selbstständigen Gemeinden Pluduno und Pléven, die fortan den Status als Communes déléguées besitzen. Der Verwaltungssitz befindet sich in Pluduno.

## Gemeindegliederung
| Commune déléguée          | Ehemaliger INSEE-Code | PLZ   | Fläche (km²) | Einwohnerzahl (2022) |
| ------------------------- | --------------------- | ----- | ------------ | -------------------- |
| Pluduno (Verwaltungssitz) | 22237                 | 22130 | 28,32        | 2.205                |
| Pléven                    | 22200                 | 22130 | 09,73        | 0609                 |

## Geografie

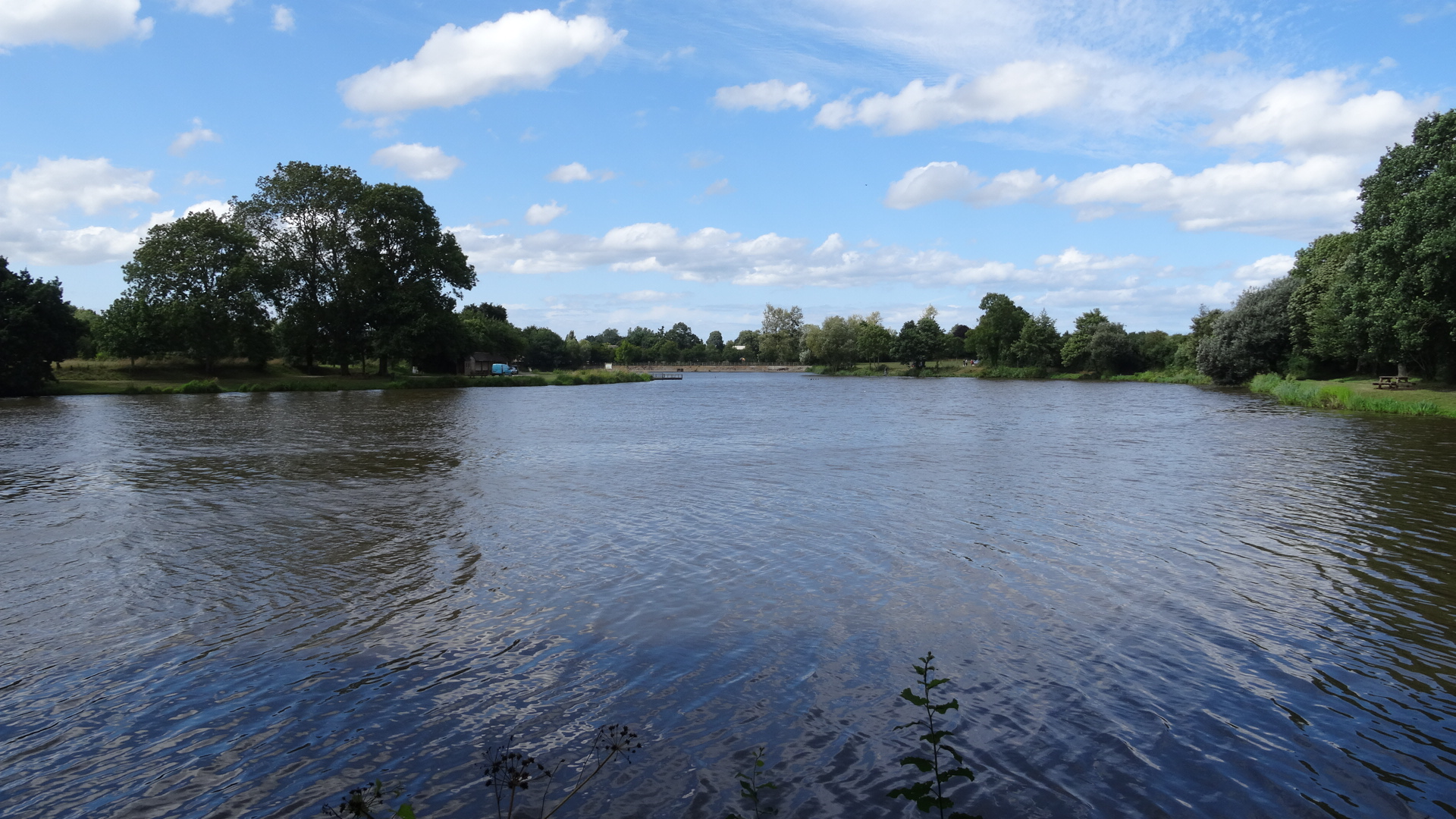
Étang du Guébriand

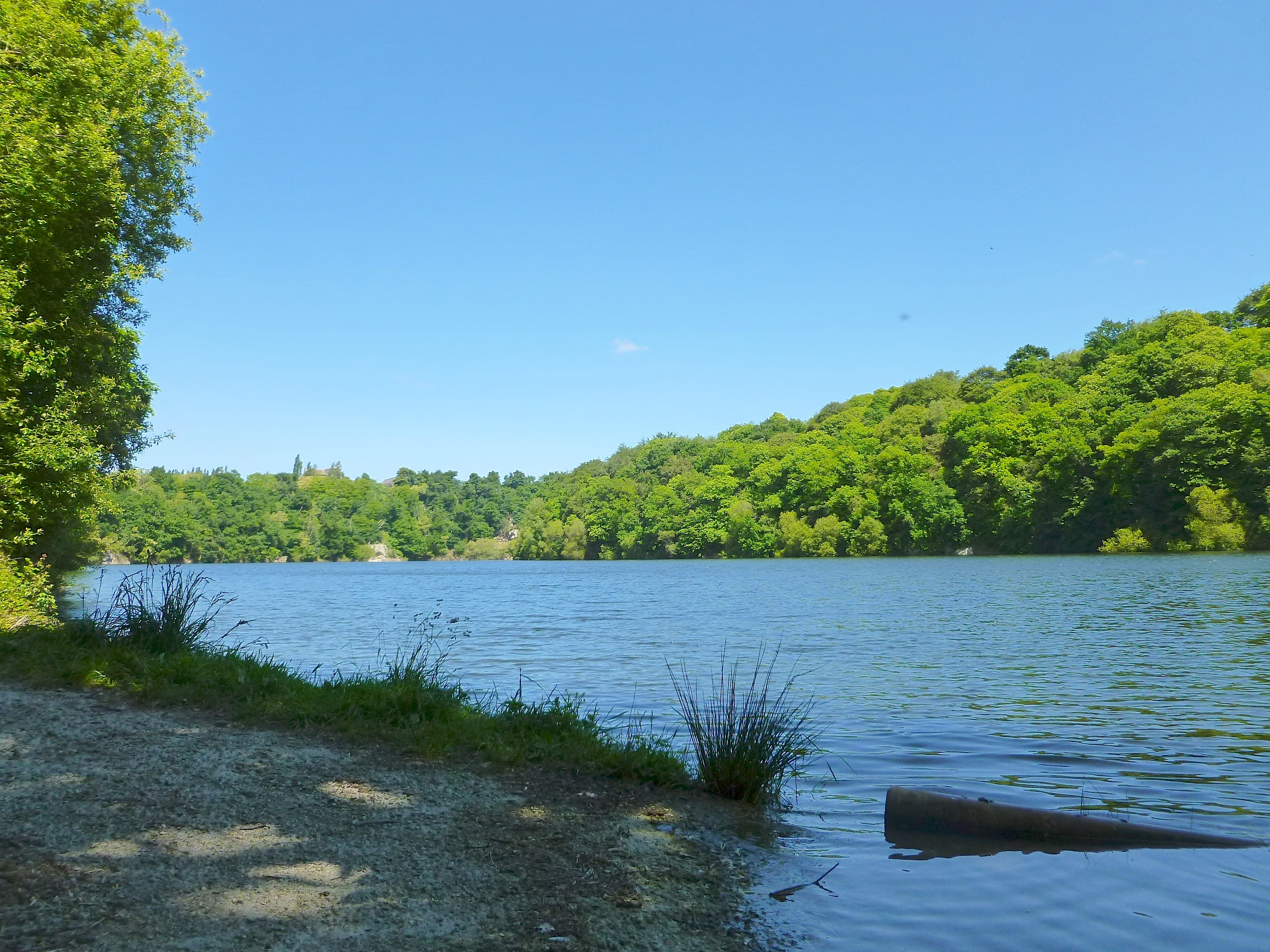
Lac d’Arguenon

Val-d’Arguenon liegt etwa 37 Kilometer östlich von Saint-Brieuc, etwa 22 Kilometer südwestlich von Saint-Malo und etwa 18 Kilometer nordwestlich von Dinan in der historischen Landschaft des Pays de Saint-Brieuc. Das Gemeindegebiet wird entwässert hauptsächlich von den Flüssen Guébriand, der zum Étang du Guébriand gestaut wird und es abschnittsweise im Norden begrenzt, und vom Arguenon, der es zum Lac d’Arguenon aufgestaut im Südosten begrenzt.
Das Zentrum liegt auf einer Höhe von etwa 65 m. Das Relief des Gebiets ist leicht hügelig, im Südwesten mit einem leichten Anstieg des Bodenniveaus von Nord nach Süd. Die höchste Erhebung von 107 m wird im äußersten Südwesten gemessen, die niedrigste mit 7 m im Nordosten beim Austritt des Arguenon aus dem Gemeindegebiet.
Teile des Gebiets von Val-d’Arguenon gehören den ZNIEFF-Naturzonen „Lande humide de Pluduno“ (530014337) und „Forêts de la Hunaudaye et de Saint Aubin (ancient nom: Forêts de la Hunaudaie et de Saint Aubin)“ (530030213).
Umgeben wird Val-d’Arguenon von den sieben Nachbargemeinden:
| Saint-Pôtan |                                             | Saint-Lormel |
| Landébia    | Kompassrose, die auf Nachbargemeinden zeigt | Plancoët     |
| Plédéliac   | Plorec-sur-Arguenon                         | Bourseul     |

## Sehenswürdigkeiten
| Name                                           | Ort     | Bemerkungen                                                       | Bild |
| ---------------------------------------------- | ------- | ----------------------------------------------------------------- | ---- |
| Kirche Saint-Pierre                            | Pluduno | 1863 erbaut                                                       |      |
| Monolithisches Kreuz                           | Pluduno | 1780 errichtet, als Monument historique eingeschrieben            |      |
| Herrenhaus Boisfeuillet                        | Pluduno | 17. Jahrhundert, in Teilen als Monument historique eingeschrieben |      |
| Schloss Monchoix                               | Pluduno | 18. Jahrhundert, als Monument historique eingeschrieben           |      |
| Kirche Saint-Pierre                            | Pléven  | 1880–1881 erbaut                                                  |      |
| Überreste der Erdhügelburgen Les Bougs Hessais | Pléven  | 11. Jahrhundert, als Monument historique klassifiziert            |      |
| Herrenhaus Vaumadeuc                           | Pléven  | 15./16. Jahrhundert, als Monument historique eingeschrieben       |      |

## Bildung
Die Gemeinde verfügt über
- zwei öffentliche Vor- und Grundschulen (Écoles primaires) und
- eine private Vor- und Grundschule „Sainte Jeanne d’Arc“.[4]

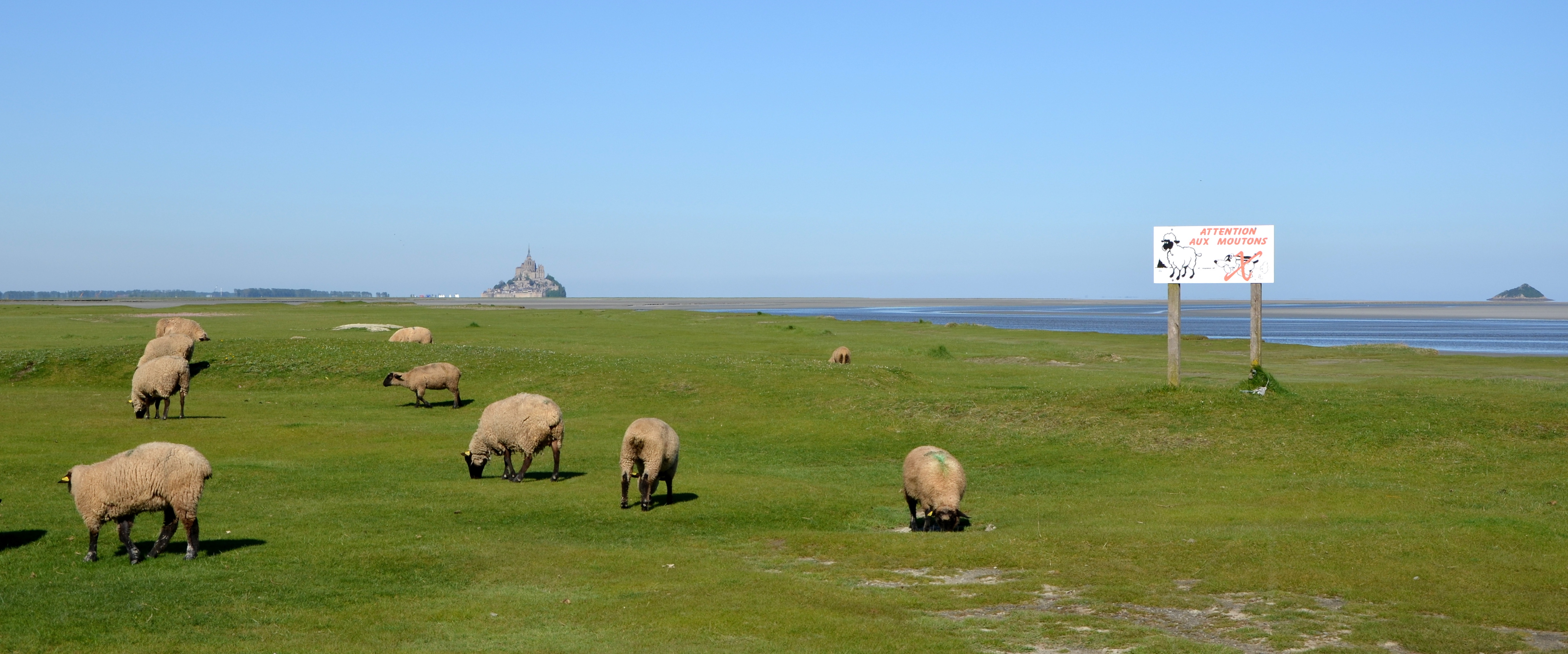
Schafe auf den Salzwiesen des Mont-Saint-Michel

## Wirtschaft
Val-d’Arguenon liegt in den Zonen AOC
- des Lambig, einem Apfelbranntwein,
- des Pommeau de Normandie, ein Aperitif beziehungsweise Digestif aus frisch gepresstem Apfelsaft, der durch Hinzufügen von jungem Calvados am Gären gehindert wird,
- des Fleischs von Lämmern der Salzwiesen (Prés-salés du Mont-Saint-Michel) und
- des Whisky breton oder Whisky de Bretagne.[5]

## Verkehr
Die Departementsstraße D 768, die ehemalige Route nationale 168 von Quiberon nach Dinard durchquert den Ortsteil Pluduno. Die Departementsstraße D 17 führt in nordwestlicher Richtung nach Pléneuf-Val-André. Nachgeordnete Departementsstraßen und lokale Landstraßen verbinden die Ortsteile von Val-d’Arguenon miteinander und führen zu den Nachbargemeinden.
Busse zweier Linien des Transportunternehmens BreizhGo der Region Bretagne verbinden die Gemeinde mit Dinan und Saint-Cast-le-Guildo.